# Велика Михайлівка
Вели́ка Миха́йлівка (до 1 лютого 1945 року — Гросулово; Михайлівка) — селище в Україні, адміністративний центр Великомихайлівської селищної громади Роздільнянського району Одеської області.

## Історичні відомості
Станом на 1886 рік у містечку Михайлівка, центрі Ново-Петрівської волості Тираспольського повіту Херсонської губернії, мешкала 351 особа, налічувалось 67 домогосподарств, існували станова квартира 1-го стану, школа, земська станція, 17 лавок, відбувались базари раз на 2 тижні. За 10 верст — лютеранський молитовний будинок, лавка. За 15 верст — залізнична станція Веселий Кут.
До 25 жовтня 2020 року селище міського типу було адміністративним центром Великомихайлівського району, який був ліквідований, а громада відійшла до складу новоутвореного Роздільнянського району.
26 січня 2024 року в Україні набув чинності Закон № 3285-IX, який передбачає дерадянізацію адміністративно-територіального устрою України, то ж селище міського типу Велика Михайлівка набуло статусу селища.

## Населення

### Мова
Розподіл населення за рідною мовою за даними перепису 2001 року:
| Мова            | Кількість | Відсоток |
| --------------- | --------- | -------- |
| українська      | 5513      | 94.39%   |
| російська       | 262       | 4.49%    |
| румунська       | 20        | 0.34%    |
| вірменська      | 13        | 0.22%    |
| болгарська      | 10        | 0.17%    |
| білоруська      | 5         | 0.09%    |
| гагаузька       | 2         | 0.03%    |
| угорська        | 1         | 0.27%    |
| інші/не вказали | 1         | 0.04%    |
| Усього          | 5841      | 100%     |

## Засоби масової інформації

### FM-радіостанції
На території міста в межах радіочастот FM-діапазону мовлення здійснюють 3 усеукраїнських і регіональних радіостанцій:
| № з/п | Назва                     | Частота, МГц | Потужність | Адреса вежі     | Передавач    | RDS |
| ----- | ------------------------- | ------------ | ---------- | --------------- | ------------ | --- |
| 1     | «Громадське радіо»        | 88.7         | 0,1        |                 |              |     |
| 2     | «Українське радіо. Одеса» | 104.5        | 0,1        | вул. 6 квітня 1 | щогла ОФКРРТ |     |

## Персоналії
Уродженці:
- Бабкіна Тетяна Михайлівна (нар. 1953) — український лікар-рентгенолог, доктор медичних наук, професор.
- Бережок Григорій Карпович (1908—1994) — Герой Радянського Союзу.
- Камінна Галина Олександрівна (1926—1994) — українська поетеса.
- Лопушой Віталій Гаврилович (1986—2015) — молодший сержант Збройних сил України, учасник російсько-української війни.
- Пачев Роман Васильович (нар. 1987) — український футболіст, номінальний захисник, граючий тренер ПФК «Динамо» (Москва) і збірної України з пляжного футболу. Майстер спорту міжнародного класу з пляжного футболу.

## Галерея

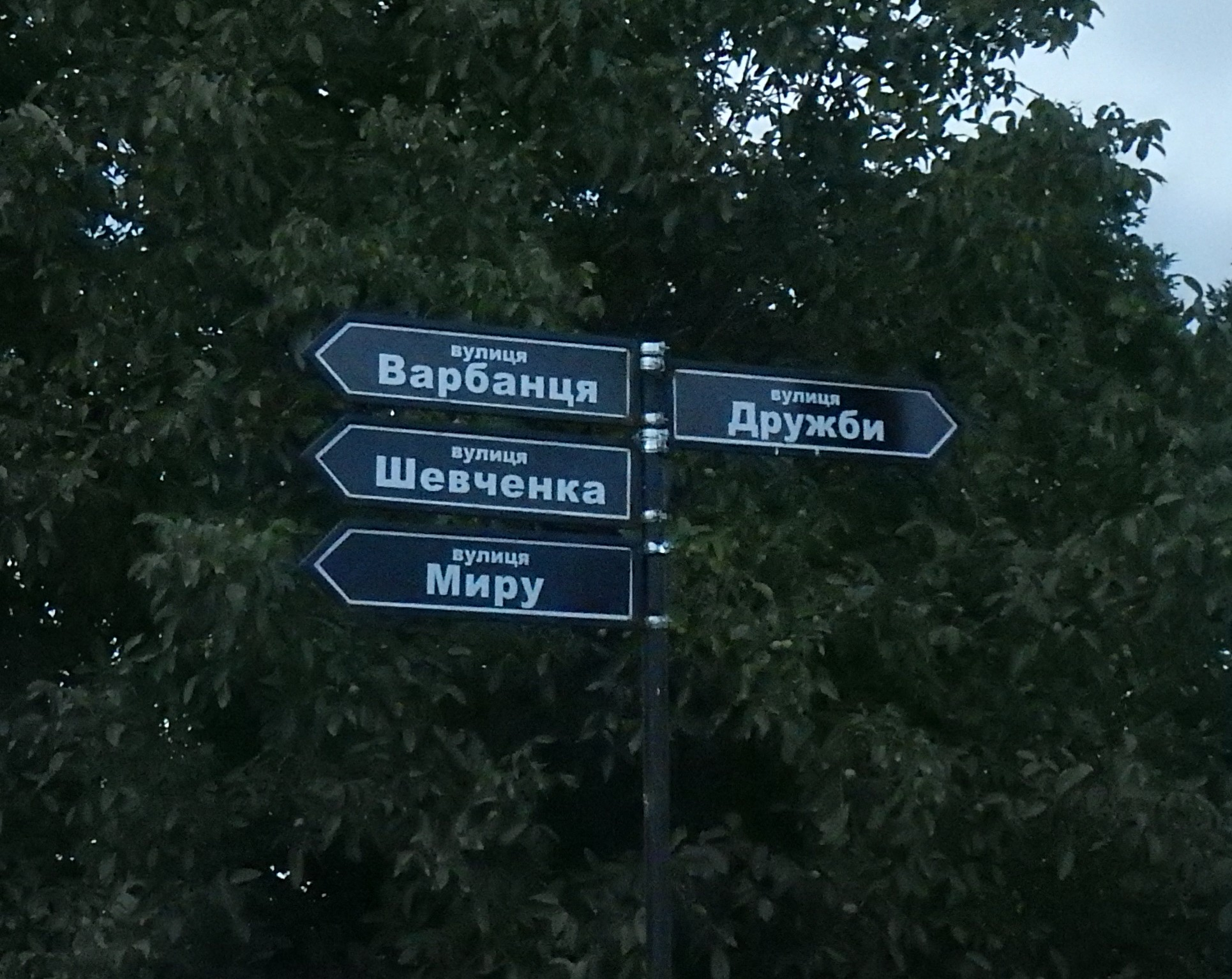
Покажчик вулиць
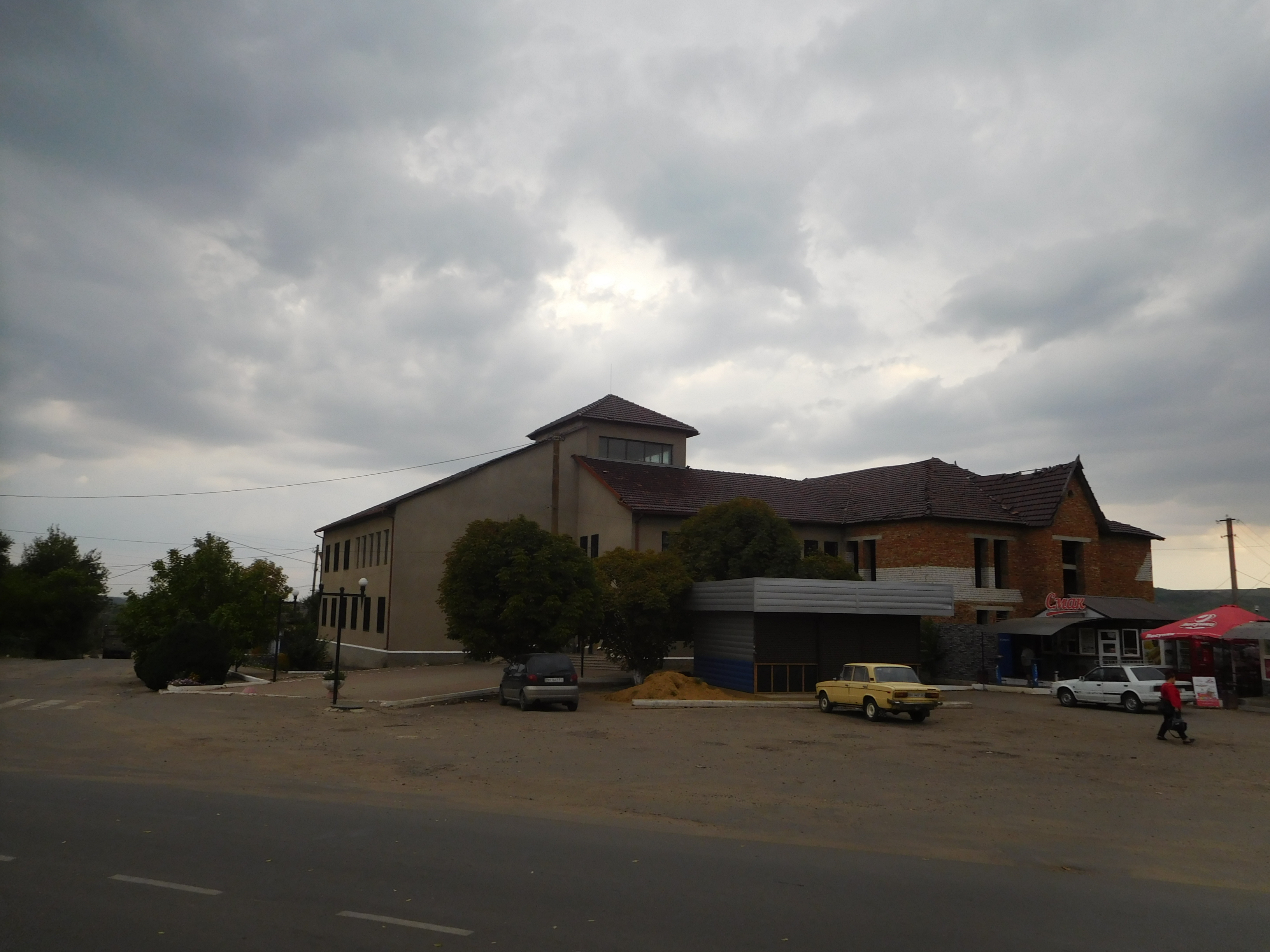
Вулиця селища
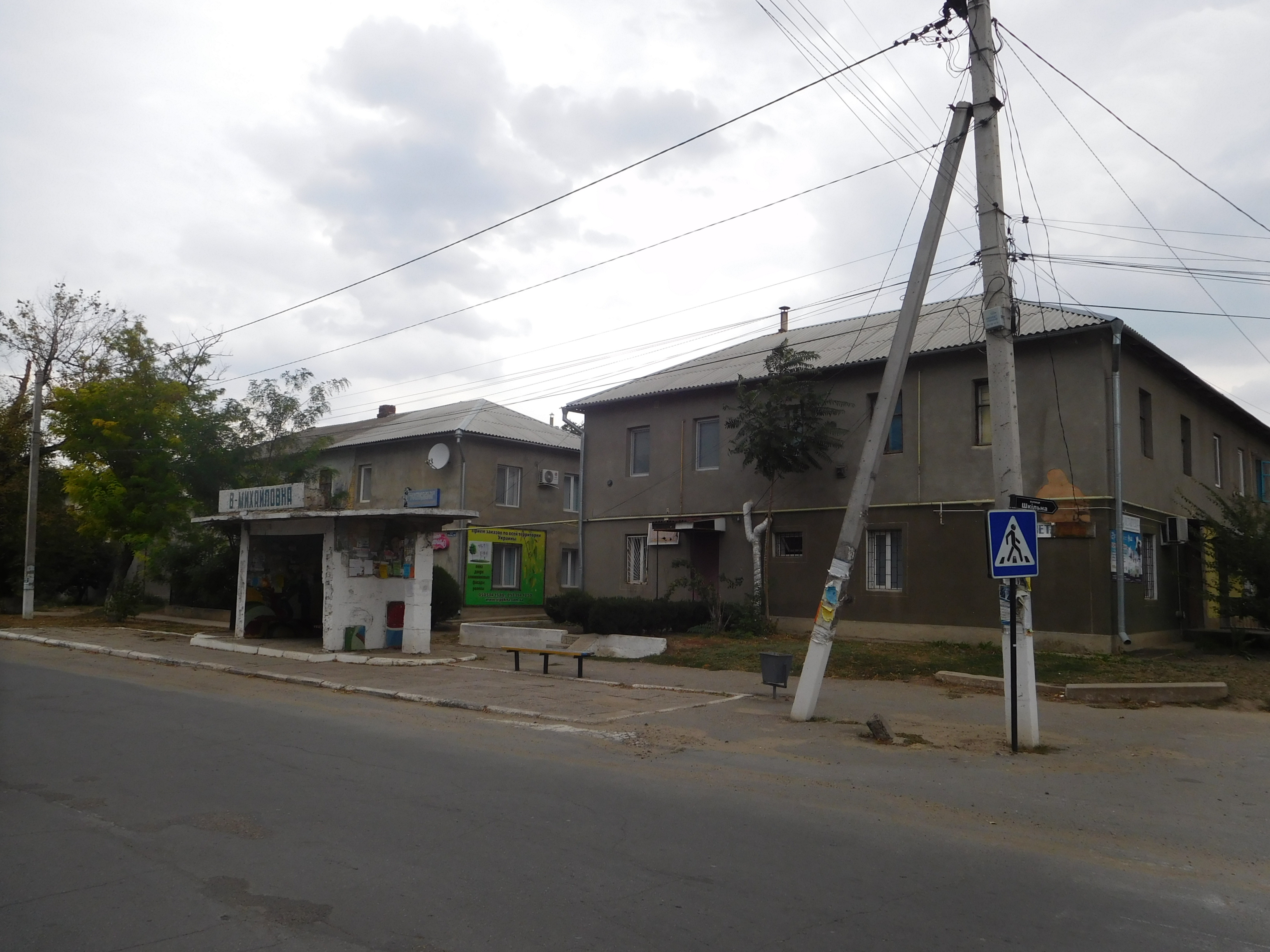
Вулиця селища
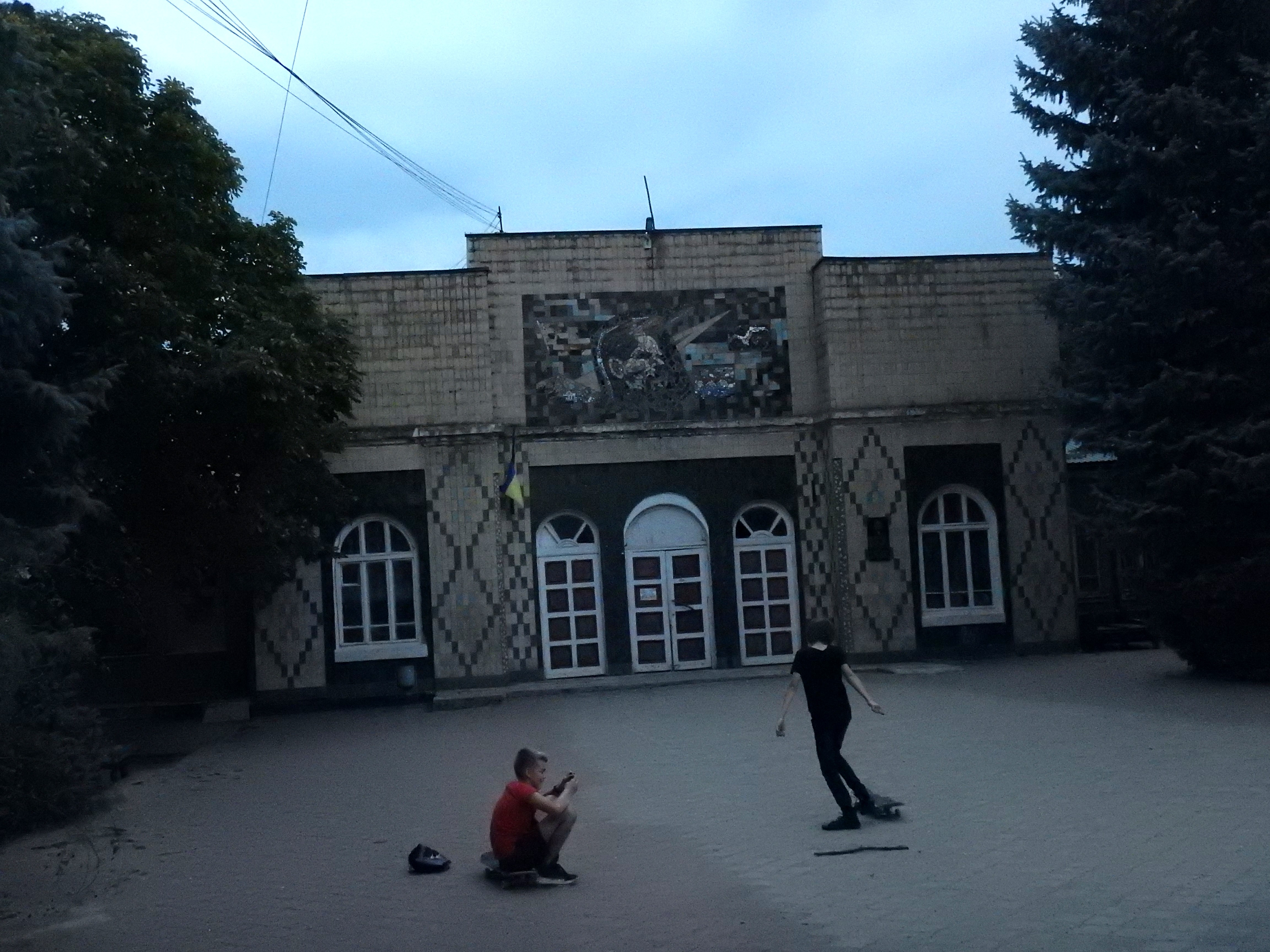
Будинок культури
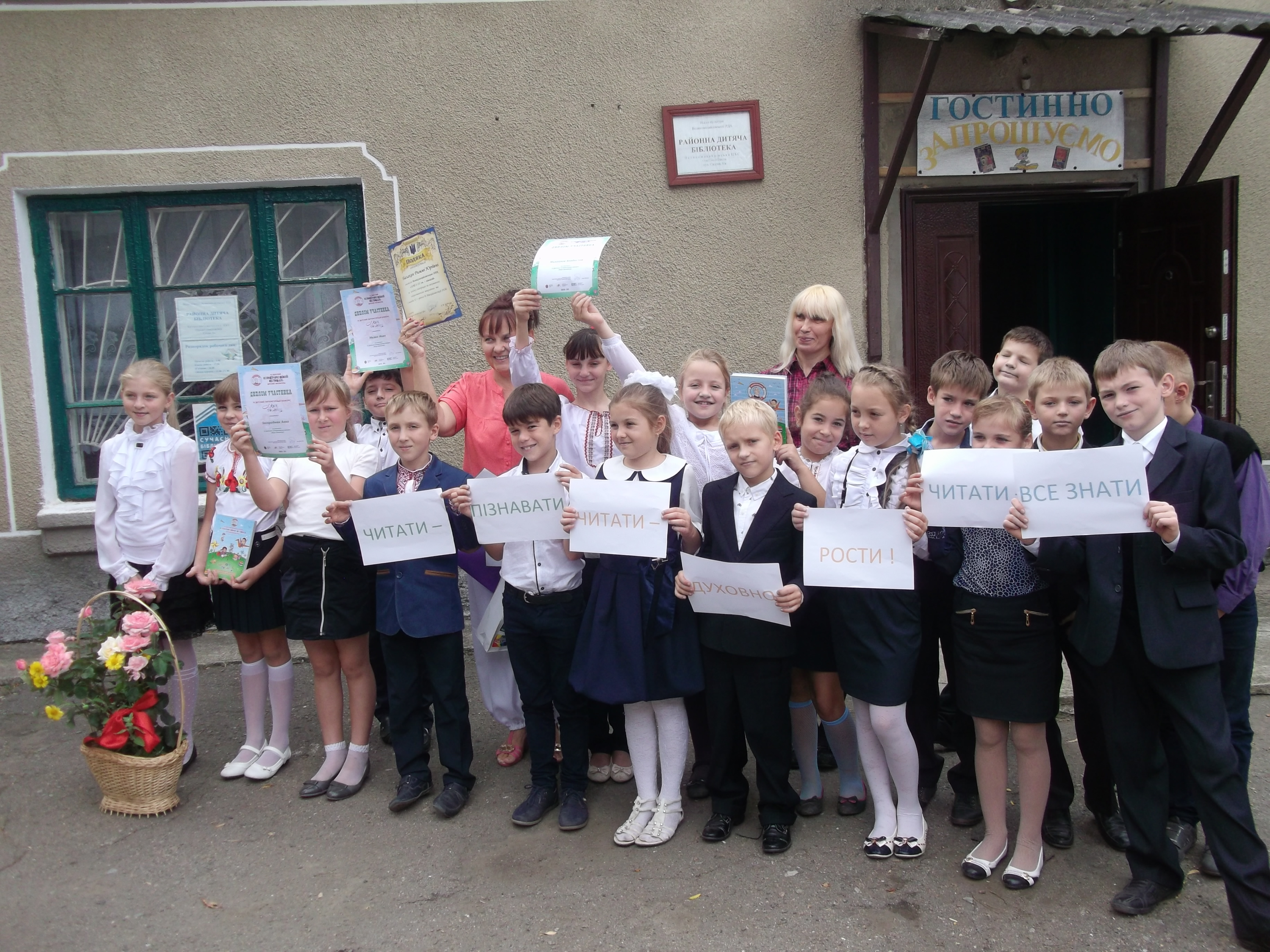
Великомихайлівська дитяча бібліотека
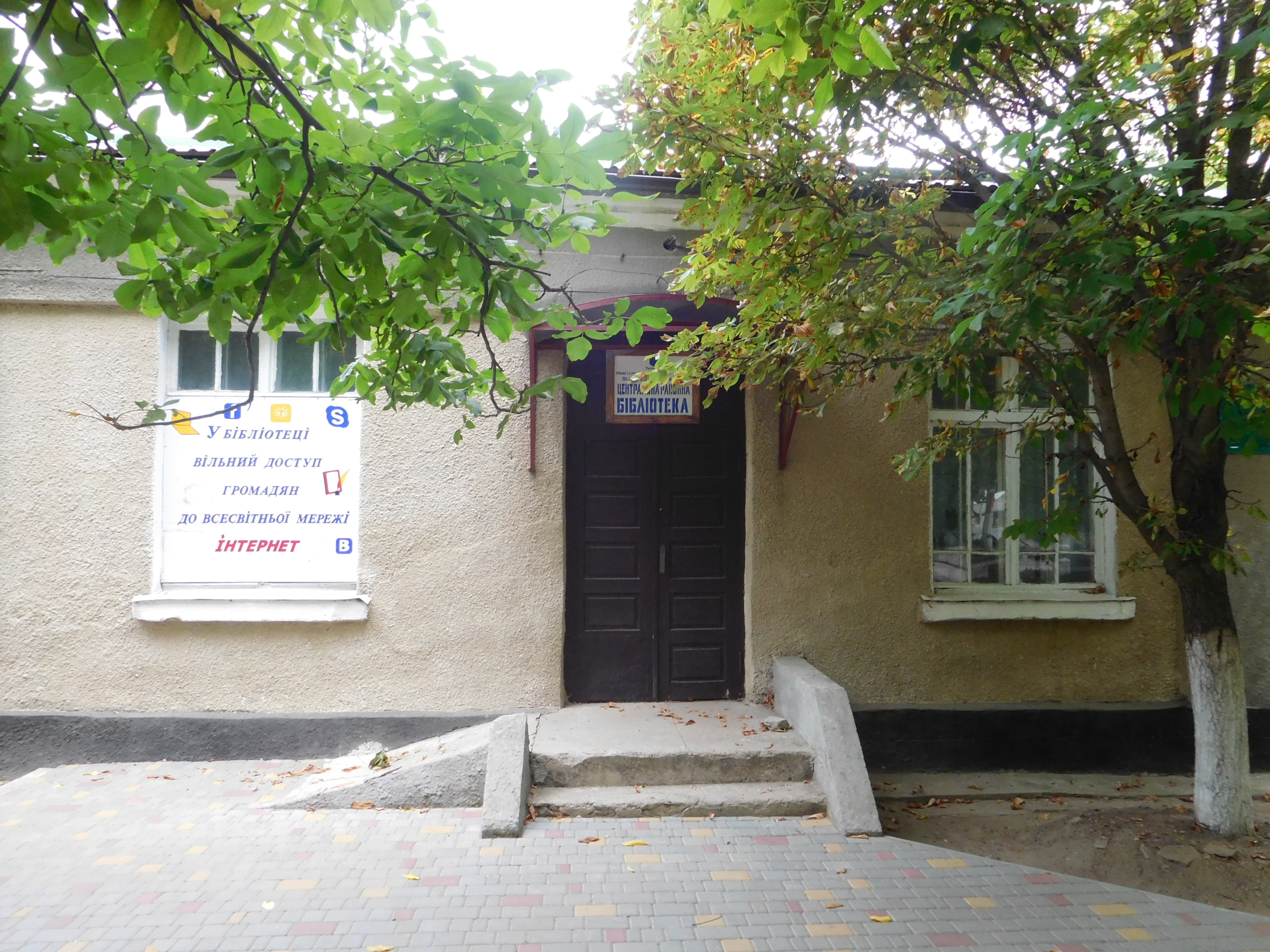
Комунальний заклад «Публічна бібліотека Великомихайлівської селищної ради»
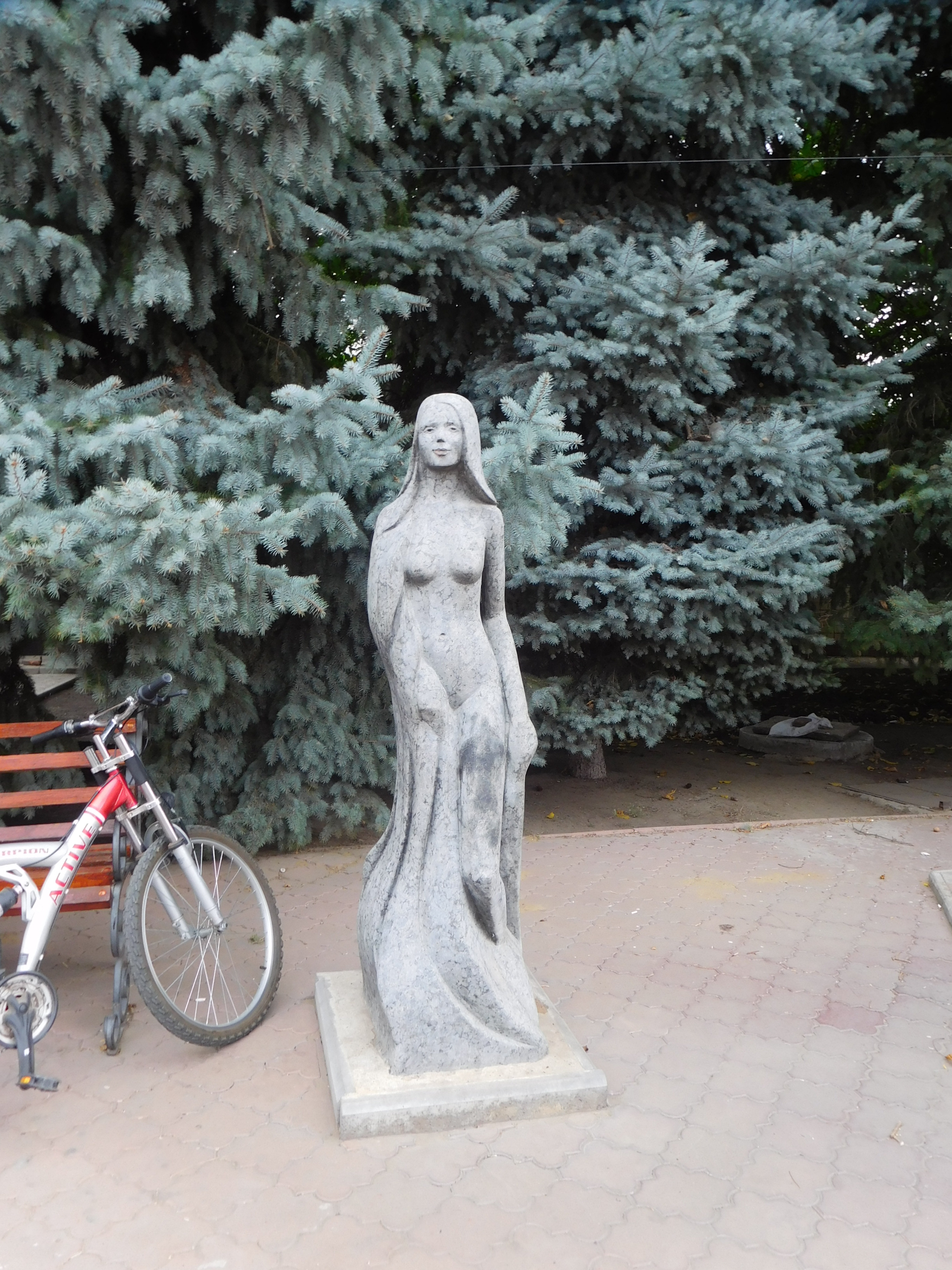
Артоб'єкт в центрі селища
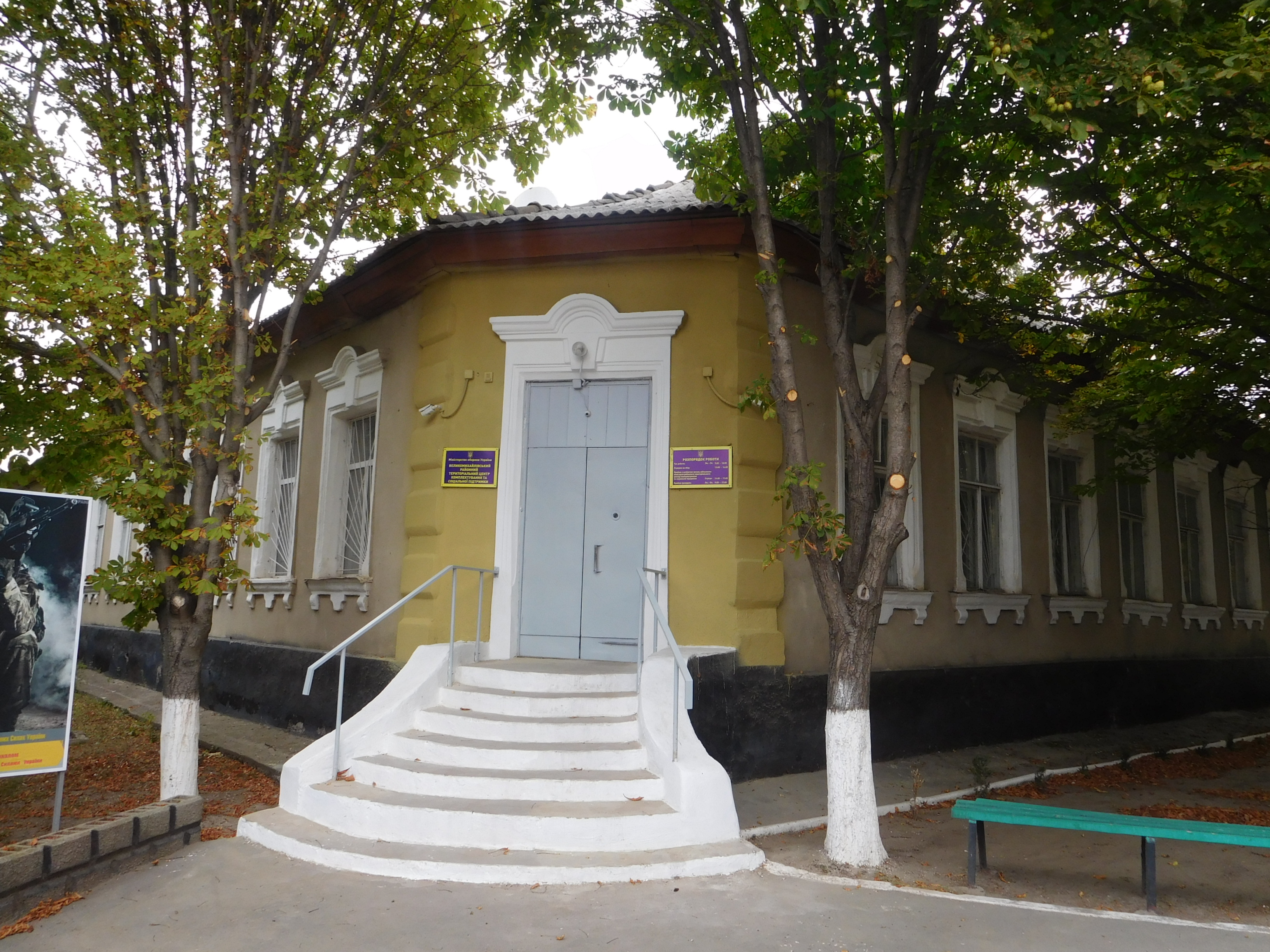
Центр соціальної підтримки
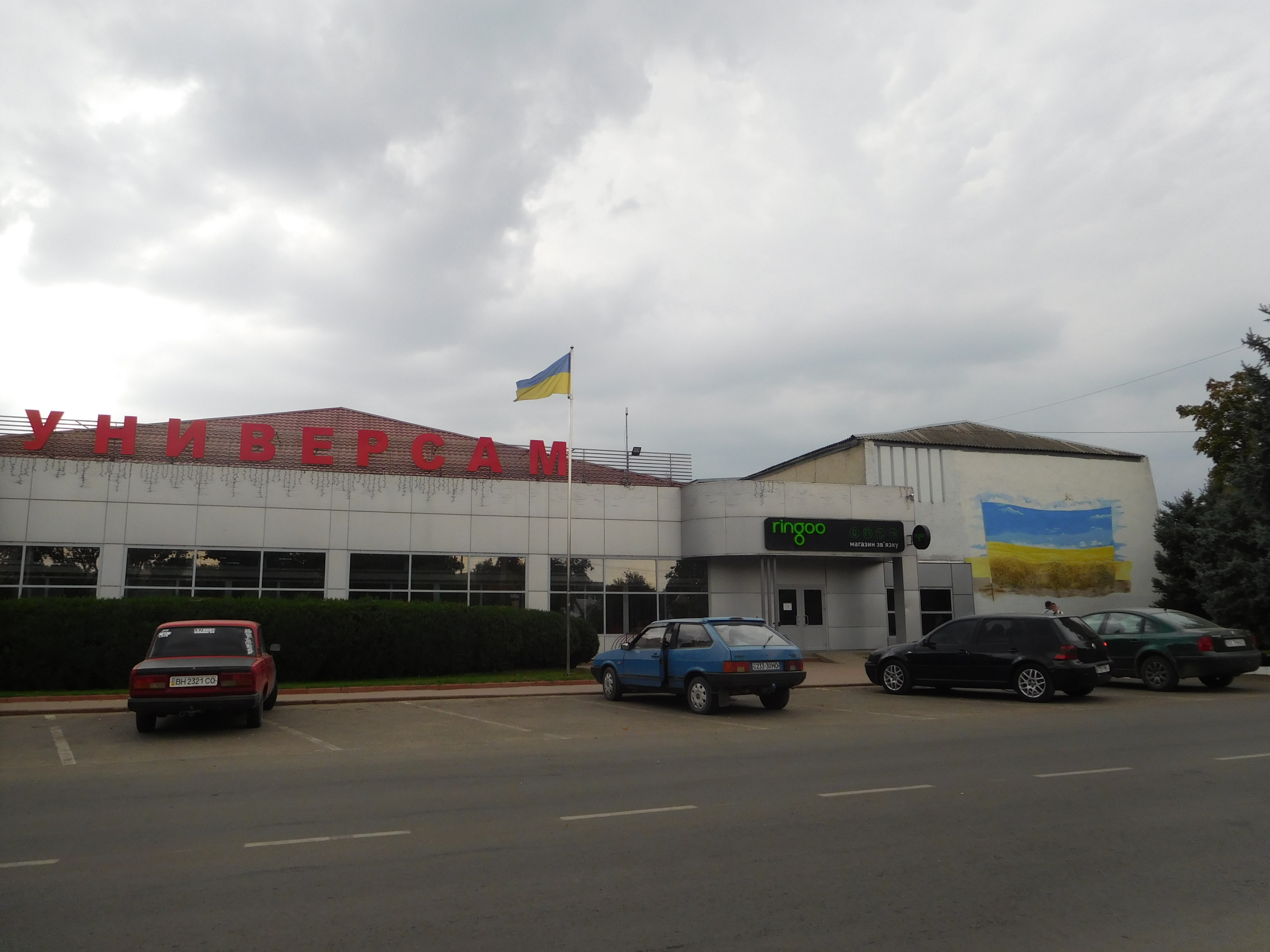
Супермаркет
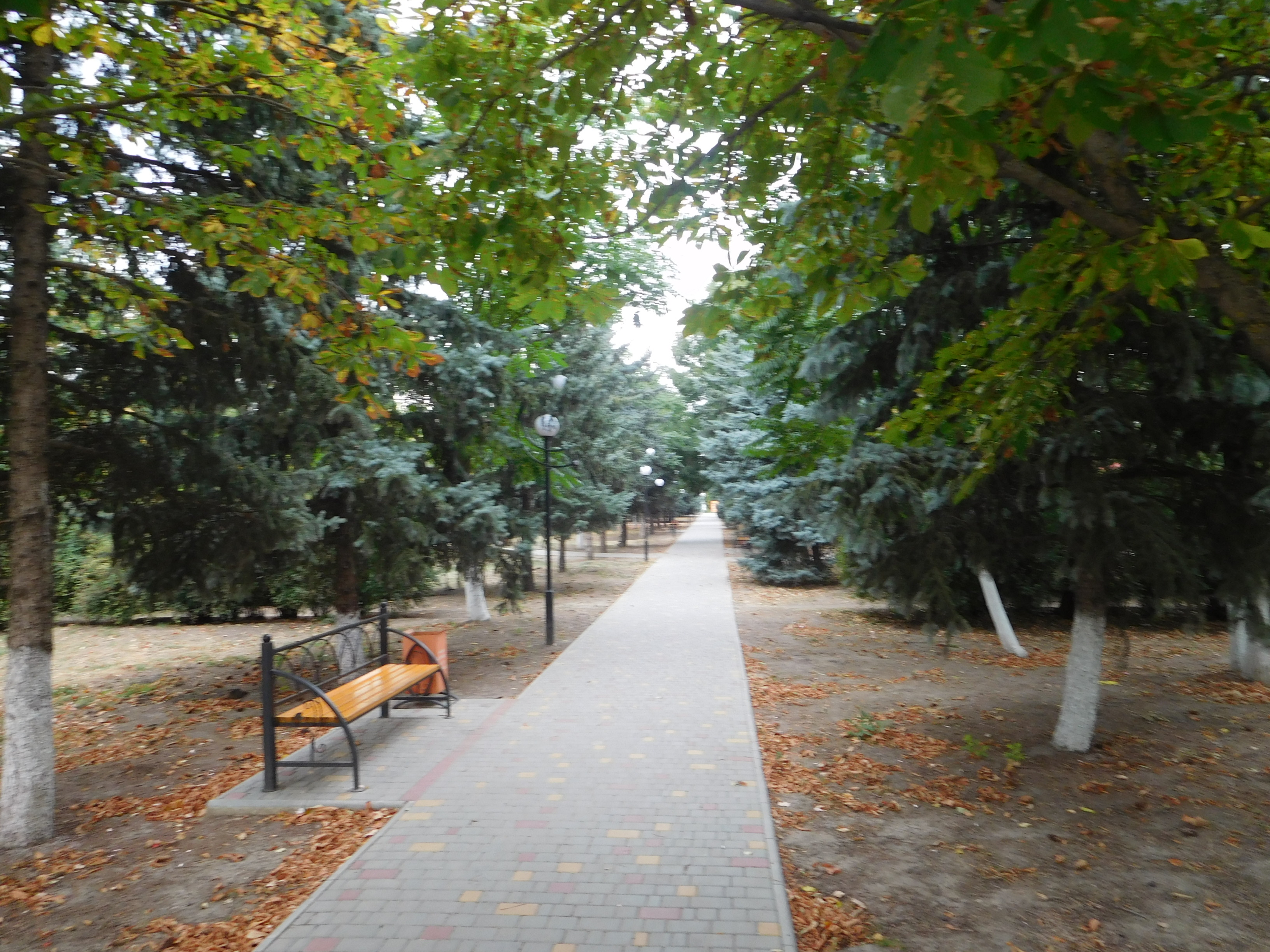
Алея в парку